# Jaume Copons Ramon
Jaume Copons Ramon   (Barcelona, 1967) és un escriptor català. Ha escrit novel·les per a nens i joves, com també ha escrit per a la televisió, la ràdio i altres mitjans. S'inicia professionalment com a guionista de Barrio Sésamo (TVE), activitat que primer combina amb la gestió cultural i més tard amb la feina com a professor de secundària. Amb l'arribada del nou segle comença a publicar novel·les i contes i, a partir d'aquest moment, es dedica íntegrament a la creació literària, audiovisual i musical. Amb en Daniel Cerdà ha creat i desenvolupat sèries infantils per a televisió com ara Los Lunnis (TVE), Los Algos (Cuatro), Zagales (Aragón TV) o Mira sa tele (IB3) i ha creat cançons per a aquestes sèries i per a espots publicitaris i capçaleres de programes i sèries de televisió.

## Obra literària[calcitació]
- H. Bass. Un passat ocult. Editorial Baula 2000
- Plagis, projectils i altres substàncies. Editorial Proa 2000
- Set dies. Editorial Empúries 2001
- La closca Pelada dels cretins. Editorial La Galera 2002
- La mà negra. Editorial Barcanova 2003
- Biaix. Editorial Pàges Editors 2003
- Quadern de Berga. Editorial Barcanova 2004
- L'espasa de Galerna. Editorial Barcanova 2005
- En Caratallada i els altres. Editorial La Galera 2011
- Jo, Elvis Riboldi. Editorial La Galera 2011
- Un tesoro en el patio. Editorial MacMillan 2012
- Jo, Elvis Riboldi, i el restaurant xinès. Editorial La Galera 2012
- Jo, Elvis Riboldi, i Boris el superdotat. Editorial La Galera 2012
- La Companyia del Balta: El Regne de Caucas. Editorial Cruïlla 2012
- Arriba el Sr. Flat!. Editorial Combel 2014
- Una invasió pestilent. Editorial Barcanova 2015
- La guerra del bosc. Editorial Combel 2015
- Una gran cursa de globus. Editorial Combel 2015
- La cuina d'en Sam i la seva família. Editorial Barcanova 2015
- La cançó del parc. Editorial Combel 2015
- La llegenda del mar. Editorial Combel 2016
- De llibre en llibre. Editorial Combel 2016
- Sant Jordi de les galàxies. Editorial Combel 2017
- Simplement jo. Editorial Combel 2017
- El salt del temps. Editorial Combel 2017
- Roc, el porc, Editorial Combel 2017
- Quan cantem. Editorial Combel 2017
- No llegiré aquest llibre. Editorial La Galera 2017
- La carta més alta, Editorial Combel 2017
- Activijocs monstruosos. Editorial Combel 2017

## Agus & els monstres
Agus & els monstres és una sèrie de novel·les gràfiques infantils creada per Jaume Copons i Liliana Fortuny. La col·lecció ha estat traduïda a més de 25 idiomes i ha venut més d'1,5 milions d'exemplars.

## Bitmax & Co
Bitmax & Co és una col·lecció de llibres infantils creada per Jaume Copons i Liliana Fortuny, publicada per Combel Editorial. Està dirigida a primers lectors i està disponible en diversos idiomes.

## Premis
- 2018 Premi Llibreter al millor llibre infantil i juvenil per No llegiré aquest llibre[6]